# سیارک ۱۶۸۴
سیارک ۱۶۸۴ (به انگلیسی: 1684 Iguassu، نامگذاری:1951QE) هزار و ششصد و هشتاد و چهارمین سیارک کشف شده‌است که در ۲۳ اوت ۱۹۵۱ کشف شد.
قدر مطلق سیارک برابر ۱۰٫۸۰ است.